# Ga Kohata
Ga Kohata (木幡駅 Kohata-eki) là nhà ga đường sắt nằm ở Kohata, Uji, Kyōto, Nhật Bản. Nhà ga được đánh số JRD07.

## Bố trí ga
| Sân ga                                | Sân ga 1                                        | đi Bản mẫu:JR West Rokujizō (Hướng đi Kyōto) ← |
| Sân ga đảo, cửa sẽ mở ở bên trái/phải |                                                 |                                                |
| Sân ga 2                              | → đi Bản mẫu:JR West Ōbaku (Hướng đi Uji, Nara) |                                                |

## Lịch sử
- Ngày 25 tháng 1 năm 1896: Khai trương cùng với việc mở rộng Đường sắt Nara giữa Ga Momoyama và Ga Tamamizu.

## Xung quanh nhà ga
- Ga Kowata (Tuyến Keihan Uji）
- Uji-ryō
- Đền Gangyo-ji
- Ao Kohata
- Đền Kohata
- Đường xanh Kohata
- Đồn cảnh sát Kohata Đồn cảnh sát Uji
- Trường đào tạo y khoa thiếu niên Kyoto
- Trung tâm cộng đồng Kohata
- Tuyến số 7 của Tỉnh Kyoto Tuyến Kyoto-Uji
- Trường trung học phổ thông Higashi-Uji tỉnh Kyoto
- Trường trung học cơ sở Kohata thành phố Uji
- Trường mẫu giáo Rakuyo thứ hai
- Bưu điện Uji Kohata
- Kyōto Animation
- Matsudono Sanso

## Thống kê lượt hành khách
Theo Báo cáo Sáng kiến Du lịch Thuận lợi của JR West, số lượng hành khách hàng ngày trong năm tài chính 2023 sẽ là 5.272. Theo thống kê của Tỉnh Kyoto, số lượng hành khách trung bình hàng ngày như sau:
| Năm  | Lượng hành khách trung bình mỗi ngày |
| ---- | ------------------------------------ |
| 1999 | 2,749                                |
| 2000 | 2,710                                |
| 2001 | 2,636                                |
| 2002 | 2,595                                |
| 2003 | 2,612                                |
| 2004 | 2,638                                |
| 2005 | 2,625                                |
| 2006 | 2,685                                |
| 2007 | 2,698                                |
| 2008 | 2,679                                |
| 2009 | 2,608                                |
| 2010 | 2,738                                |
| 2011 | 2,727                                |
| 2012 | 2,726                                |
| 2013 | 2,745                                |
| 2014 | 2,762                                |
| 2015 | 2,727                                |
| 2016 | 2,699                                |
| 2017 | 2,762                                |
| 2018 | 2,712                                |
| 2019 | 2,740                                |
| 2020 | 2,211                                |
| 2021 | 2,321                                |
| 2022 | 2,499                                |

## Hình ảnh

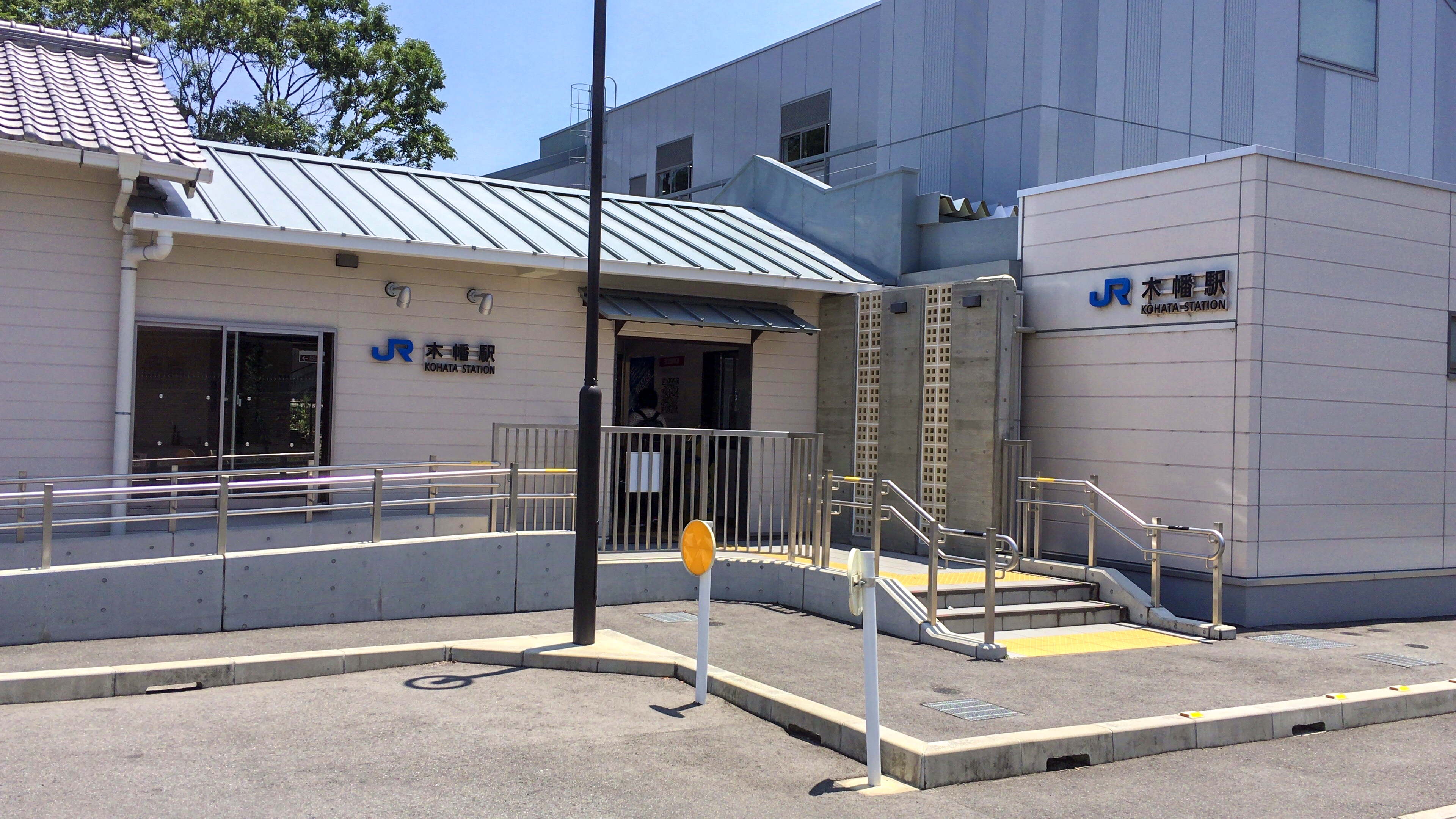
Tòa nhà ga mới